# 5904 Württemberg
5904 Württemberg è un asteroide della fascia principale. Scoperto nel 1989, presenta un'orbita caratterizzata da un semiasse maggiore pari a 2,8396252 UA e da un'eccentricità di 0,1158380, inclinata di 3,05961° rispetto all'eclittica.